# Терористична атака в Кулпі (2019)
Терористична атака сталася 12 вересня в місті Кулп, Діярбакир, Туреччина. Було підірвано транспортний засіб що перевозив працівників, під час вибуху було вбито 7 мирних жителів а 10 поранено, з них 2 в критичному стані.
Міністерство внутрішніх справ Туреччини заявляє, що за атакою стоїть робітнича партія Курдистану, яку декілька країн відзначають як терористичну організацію.

## Напередодні
Раніше в день нападу в Турецькій провінції Мардін було заарештовано двох підозрюваних терористів в рамках спільної операції між MIT та турецькими силовими структурами.
Двох підозрюваних було відправлено до Туреччини з Сирії, щоб здійснити терракт та саботувати підпал лісів, YPS проходили підготовку філії PYD, сирійського відділення Робітничої партії курдів.